# Reinhard Selten
Reinhard Selten (5 tháng 10 năm 1930 – 23 tháng 8 năm 2016) là một học giả kinh tế Đức. Ông đã được trao Giải Nobel kinh tế năm 1994 cho đóng góp của ông đối với Lý thuyết trò chơi (cùng với John Harsanyi và John Nash). Ông cũng nổi tiếng với các công trình về sự duy lý hạn chế, và có thể coi ông là một trong những cha đẻ của kinh tế học thực nghiệm.

## Tiểu sử
Selten sinh ở Breslau, Niederschlesien (nay là Wrocław thuộc Ba Lan) trong một gia đình cha là người Do Thái, mẹ là một tín đồ Tin lành.
Selten là giáo sư danh dự tại Đại học Bonn, Đức, và được cấp nhiều bằng tiến sĩ danh dự. Ông là một Esperantist từ năm 1959, và gặp vợ của mình thông qua các phong trào Esperanto. Ông là thành viên đồng sáng lập của Học viện Quốc tế về Khoa học San Marino.
Trong cuộc bầu cử Nghị viện châu Âu, năm 2009, ông là ứng cử viên hàng đầu cho cánh Đức thuộc châu Âu – Dân chủ – Quốc tế ngữ.
Ông đã phát triển một ví dụ về một trò chơi gọi là ngựa Selten.

## Sách
- Preispolitik der Mehrproduktenunternehmung in der statischen Theorie, Berlin-Heidelberg-New York: Springer-Verlag. (1970) – in Tiếng Đức
- General Equilibrium with Price-Making Firms (with Thomas Marschak), Lecture Notes in Economics and Mathematical Systems, Berlin-Heidelberg-New York: Springer-Verlag. (1974)
- A General Theory of Equilibrium Selection in Games (with John C. Harsanyi), Cambridge, MA: MIT-Press. (1988)
- Models of Strategic Rationality, Theory and Decision Library, Series C: Game Theory, Mathematical Programming and Operations Research, Dordrecht-Boston-London: Kluwer Academic Publishers. (1988)
- Enkonduko en la Teorion de Lingvaj Ludoj – Ĉu mi lernu Esperanton? (with Jonathan Pool), Berlin-Paderborn: Akademia Libroservo, Institut für Kybernetik. (1995) – in Esperanto
- Game Theory and Economic Behavior: Selected Essays, 2. vol Cheltenham-Northampton: Edward Elgar Publishing. (1999)
- New edition of: Models of Strategic Rationality (1988), with a Chinese Introduction. Outstanding Academic Works on Economics by Nobel Prize Winners. Dordrecht-Boston-London: Kluwer Academic Publishers. (2000)
- Chinese Translation of: Models of Strategic Rationality (1988). Outstanding Academic Works on Economics by Nobel Prize Winners. Dordrecht-Boston-London: Kluwer Academic Publishers. (2000)
- Russian Translation of: A General Theory of Equilibrium Selection in Games (with John C. Harsanyi), Cambridge, MA: MIT-Press. (2000)